# Distribución urbana de mercancías
El sistema de distribución tuvo que al adaptarse produce varios cambios económicos, sociales, políticos, medios ambientales y tiene que tener en cuenta una amplia variedad de características y requisitos. 
El transporte de bienes desempeña un importante papel al ser un elemento central en el desarrollo económico nacional y europeo. Hoy en día, el transporte por carretera (transporte terrestre) es el principal medio utilizado por las empresas pero es también el más criticado sobre todo porque si se utiliza en áreas urbanas, por culpa de su impacto negativo en su entorno en general. 

## Descripción del transporte urbano de mercancías y su evolución
El aumento de la demanda de transporte urbano de mercancías se debe a la concentración de la mayoría de la población europea en zonas urbanas y a la repartición de gran parte de la producción en esas áreas. Su eficiencia es importante porque las distancias relativas a este tipo de actividades han aumentado. 

### City Logistics
El concepto de City Logistics viene de la necesidad de fomentar la competitividad de las empresas, mejorando entre otras cosas su sistema de distribución pero sin dejar atrás conceptos como la sostenibilidad y el medio ambiente. 
Definición del instituto de City Logistics: “proceso de optimización completa de la logística y de las actividades de transporte por empresas privadas en zonas urbanas, teniendo en cuenta las condiciones de tráfico, la congestión y el consumo de combustible, con el fin de reducir el número de vehículos circulando en las ciudades, racionalizando sus operaciones .“
La clave de esta mejora es la creación de centros y de plataformas logísticas alrededor de las ciudades, con el fin de centralizar la mercancía alrededor de las ciudades, asegurando el abastecimiento de las tiendas, mejorando el flujo de mercancías que entra y sale de las ciudades. 

### Las consecuencias de la distribución urbana de mercancías
El transporte por carretera es uno de los medios más contaminantes y de los más utilizados. Es también responsable de dificultades medio ambientales y sociales pero, en zonas urbanas no existen alternativas para hacer entregas y compensar sus desventajas. 
Los niveles de contaminación dependen de la forma de conducir pero también de las características de los vehículos como:
- Cuando más viejo es el vehículo, más contamina (más emisiones de gases) y más alta será la probabilidad de accidente.
- Las dificultades de acceso al centro de las ciudades obligan a usar vehículos más pequeños, por lo cual aumentan el tráfico y la contaminación, lo que tiene repercusiones no solamente sobre el medio ambiente, sino también en la economía (economías de escala imposibles).
- Algunas restricciones impuestas al transporte por carretera (velocidad, pausas, etc.) perturban el tráfico, aumentan el consumo de combustible y entonces la contaminación.
- El aumento del tráfico y el hecho de que vehículos motorizados, no motorizados, de turismo, comerciales, etc. deban compartir las mismas carreteras incrementa la congestión y todos los problemas relacionados.
- Se implementaron políticas fiscales (tasas & impuestos) y subvenciones.

Todos estos problemas son tanto económicos como sociales, ya que aparte de afectar la eficiencia del transporte y entonces del sistema económico, tienen también repercusiones en la calidad de vida de los ciudadanos. 

### Los cambios y adaptaciones necesarios
Teniendo en cuenta los problemas anteriormente mencionados, la distribución de mercancías en zonas urbanas nos obliga a gestionar una serie de retos.
En primer lugar, la organización de este medio de transporte necesita tener en cuenta la geografía urbana, pero también aspectos de distintos ámbitos:
- La gestión del tráfico, para evitar la congestión (por ej. las horas punta);
- La escasez de infraestructuras que complica la entrega de productos en el centro (por ej. aparcamiento);
- Las restricciones existentes en cuanto al volumen de carga de los vehículos;
- Los cambios aparecidos en las formas de comercializar (por ej. el comercio electrónico).

Del crecimiento de la distribución y del consumo nació un dilema entre la evolución de los sistemas de logística y de transporte y los problemas que conlleva dicha evolución. En efecto, existe un hueco entre la demanda y las limitaciones del entorno urbano, lo que tiene repercusiones sobre el transporte urbano de mercancías.

### Las estrategias adoptadas
Nos vemos confrontados a una serie de preocupaciones por el medio ambiente que nos obliga a orientarnos hacia un sistema logístico más verde. Por consiguiente,la situación actual no es sostenible con la subida de la congestión y de los problemas medio ambientales que afectan tanto a las empresas privadas como a los ciudadanos. 
Para elaborar una estrategia más relevante, es importante trabajar en los siguientes criterios:
- La racionalización de las entregas: la organización del tráfico es un aspecto básico que es necesario respetar (prohibiendo las entregas a ciertas horas del día en el centro de la ciudad, pero prohibiendo también el tráfico a hora punta). El fomento de una distribución colaborativa es importante.
- La necesidad de instalaciones adecuadas para la distribución de mercancías en las ciudades grandes (aparcamientos especialmente reservados para las entregas, centros logísticos para la distribución urbana de mercancías, estaciones para mercancías locales, etc.).
- Una adaptación modal a través de vehículos adaptados a la distribución urbana de mercancías.
- El uso de información y de tecnologías de comunicación (como los RFID, los sistemas de transporte inteligentes, los programas de planificación de rutas, los sistemas para compartir cargas, etc.).

En un futuro, los sistemas de transporte inteligentes introducirán numerosas oportunidades para una mejor gestión y un mejor control de la distribución urbana de mercancías, con un sistema informativo que proporcionará al conductor datos sobre las condiciones de tráfico en tiempo real, para ayudarle a planificar sus viajes.

## El transporte urbano de mercancías refrigeradas
Fuente: EFRUD
Las normativas en cuanto a la calidad de los productos, las tendencias de regulación que tienden a obligar a la refrigeración de cada vez más categorías de productos y el aumento de la “calidad de vida” y del poder de compra de los ciudadanos que implica el desarrollo del consumo de alimentos perecederos (frescos), incrementaron el uso de sistemas de refrigeración para la distribución de bienes perecederos.
La distribución urbana refrigerada implica un impacto negativo, más importante en zonas urbanas debido a la contaminación asociada al combustible cuyo consumo aumenta con el uso del sistema de refrigeración, y también a los ruidos asociados, etc. 

### Las tecnologías utilizadas para el transporte refrigerado de alimentos
La mayoría del transporte de los alimentos refrigerados se hace por carretera, utilizando vehículos equipados de una estructura aislante.
Numerosos factores se valoran a la hora de diseñar las unidades refrigeradas del transporte de alimentos, como por ejemplo: 
- Las condiciones climáticas de la región;
- Las condiciones “climáticas” dentro del vehículo (temperatura);
- Las propiedades del sistema de aislamiento que se utilizará;
- Las posibilidades de infiltración de aire y de humedad, etc.

El sistema de refrigeración (Sistema frigorífico/Equipos de refrigeración) utilizado para el transporte de alimentos se basa en la compresión de vapor que asegura el mantenimiento de ciertas condiciones tales como las temperaturas en función de la cantidad y del tipo de alimento transportado.

### El consumo de energía y el impacto medio ambiental debido al transporte de mercancías refrigeradas
La eficiencia energética de las unidades refrigeradas de este medio de transporte tiene más o menos importancia según la región del mundo, por su clima entre otras cosas. El aumento del precio de combustible y la evolución del entorno son otros aspectos que las compañías necesitan tener en cuenta. 
El consumo de combustible depende del sistema de refrigeración que tiene que estar en relación con el tipo de mercancías transportadas (los productos refrigerados como fruta y verdura pueden viajar a una temperatura de O ºC y los productos congelados necesitan temperaturas inferiores a 20 °C).
La contaminación se debe a la combinación de factores como el diseño del sistema de refrigeración, el tipo de productos transportados, la exposición al sol, la densidad de refrigerantes, la posición del sistema de control como la modulación y la activación/desactivación del compresor. 
En algunos casos, el consumo de energía para la distribución de alimentos frescos puede ser más alta que para el transporte de alimentos congelados, ya que se realizan controles más estrictos en cuanto al producto y porque necesita más aire para conservar una temperatura uniforme durante la distribución. 

### El transporte con sistema de refrigeración pasiva
Según un estudio (A. Ghirardi, 2003), la explotación y la distribución de frutas y verduras están en peligro por dos aspectos del mismo problema: el alto coste de su impacto medioambiental. Los sistemas y las tecnologías actualmente utilizados son caros, no son compatibles con el medio ambiente ya que no son sostenibles. 
El sistema de refrigeración pasiva permite resolver el problema de conservación de calidad, haciendo que el tiempo de entrega sea compatible con el transporte e independiente de las fuentes de energía durante su funcionamiento. Permite también el uso de modos de transporte sin conexión eléctrica. 
De la valoración de los factores críticos del transporte refrigerado y de las características de su sistema de refrigeración pasiva surge una sinergia capaz de resolver aspectos claves y en particular: 
- Los coeficientes de deterioración de los productos por la temperatura, la humedad y la ventilación. Estos parámetros se mantienen en perfectas condiciones en el vehículo equipado de un sistema de refrigeración pasiva, que garantiza que la vida útil del producto sea más larga, comparado con los mecanismos de refrigeración tradicionales.
- Los costes competitivos para el transporte.

Para la distribución en áreas urbanas, la saturación del tráfico y la propensión de las ciudades a limitar el flujo de vehículos destinados a la distribución de bienes requieren la optimización de la cadena logística y de distribución. 
Esta optimización se puede realizar recurriendo a contenedores refrigerados de forma pasiva, independientes de las cargas y del transporte y que permiten el uso del mismo medio, también no refrigerado, para la distribución de los pedidos a las tiendas, conservando los productos a una temperatura óptima y constante de forma autónoma.

### Estudios sobre la Distribución urbana de mercancías
La investigación en logística urbana y distribución urbana de mercancías es muy extensa. Los primeros trabajos técnicos remontan a finales del siglo XIX, pero los primeros trabajos académicos publicados en revistas de investigación aparecen en los años 1969-1970. Algunos de los principales libros y artículos científicos fundadores:
- Watson (1976) y Ogden (1992) proponen los primeros tratados sobre el estudio de los flujos de transporte en ámbito urbano.
- Muñuzuri et al. (2005)[2] y Russo y Comi (2010) proponen una primera clasificación de medidas que las autoridades páblicas pueden tomar para mejorar la distribución urbana de mercancías.
- Taniguchi et al. (2001) representa el primer libro exhaustivo sobre la "city logistics", que aborda el tema desde la optimización de procesos y de operaciones de transporte. Un segundo libro del mismo grupo (Taniguchi and Thompson, 2014) presenta los temas de interés, siempre en una lógica de ingeniería.

- Gonzalez-Feliu et al. (2014) Browne et al. (2019), y Marcucci et al. (2023) proponen una visión más pluridisciplinar y centrada en temas de sostenibilidad.

### Proyectos relacionados con la distribución urbana de mercancías
- Best Urban Freight Solution (BESTUFS). www.bestufs.net
- Emission Free Refrigerated Urban Distribution (EFRUD).  www.efrud.info
- Co-ordinating Urban Pricing Integrated Demonstrations (CUPID)
- Thematic Network on Freight Transfer Points and Terminals (EUTP II)
- MObility management STrategies for the next decades (MOST)
- PRicing REgimes fOr inteGrated SuStainable mobility (PROGRESS)
- Open framework for Simulation of transport Strategies and Assessment (OSSA)
- Remote mEasurement of Vehicle Emissions At Low cost(REVEAL)
- Effects on Transport of Trends in Logistics and Supply Chain Management(SULOGTRA)